# Elisabeth Marcel
Judith Elisabeth Marcel (* 9. Mai 1745 in Lausanne; heimatberechtigt ebenda; † 8. Januar 1805 ebenda) war Gründerin einer Baumwollspinnerei in Lausanne.

## Leben
Elisabeth Marcel war die Tochter des Pierre Eisenhändlers Pierre Marcel und der Susanne Cellier. Ihr Vater war zudem Frachtführer für Wein der Stadt Lausanne und Direktoriumsmitglied der französischen Börse ebenda. Sie blieb unverheiratet.
Marcel gründete um 1790 eine Baumwollspinnerei in ihrer Heimatstadt. Das mechanisierte Spinnrad, das 36 Fäden gleichzeitig spinnen konnte, war wahrscheinlich das erste in der Schweiz. Dort beschäftigte sie bis zu 50 Personen aus der Unterschicht. Die Stadt und Republik Bern gestattete Marcel insbesondere die Lieferung von feinem Kammgarn an die Zürcher Mousselinefabriken. Ab 1802 gibt es keine Nachrichten mehr von ihrer Spinnerei.

## Belege
1. 1 2  Fabienne Abetel-Béguelin: Elisabeth Marcel. In: Historisches Lexikon der Schweiz.  18. September 2007.
2. ↑  Robert Jaccard: Industries lausannoises d’autrefois. In: RHV. Band 74 (1966) Heft 3. S. 121–122

| Personendaten    | Personendaten                                 |
| ---------------- | --------------------------------------------- |
| NAME             | Marcel, Elisabeth                             |
| ALTERNATIVNAMEN  | Marcel, Judith Elisabeth (Taufname)           |
| KURZBESCHREIBUNG | Gründerin einer Baumwollspinnerei in Lausanne |
| GEBURTSDATUM     | 9. Mai 1745                                   |
| GEBURTSORT       | Lausanne, Schweiz                             |
| STERBEDATUM      | 8. Januar 1805                                |
| STERBEORT        | Lausanne, Schweiz                             |